# Afrenella jansei
Afrenella jansei är en fjärilsart som beskrevs av Emilio Berio 1965. Afrenella jansei ingår i släktet Afrenella och familjen nattflyn. Inga underarter finns listade i Catalogue of Life.